# Samuel Vance
Samuel Vance   (comtat d'Oxford, 30 de març de 1879 - Tillsonburg, 16 de maig de 1947) va ser un tirador canadenc que va competir durant la dècada de 1920.
El 1920 va prendre part en els Jocs Olímpics d'Anvers, on va disputar dues proves del programa de tir. Fou cinquè en la prova de fossa olímpica per equips i es desconeix la posició en què finalitzà la prova individual de fossa. Quatre anys més tard, als Jocs de París, tornà a disputar dues proves del programa de tir. Guanyà la medalla de plata en la prova de la fossa olímpica per equips, juntament a George Beattie, John Black, Robert Montgomery, William Barnes i Samuel Newton, mentre en la prova individual de fossa fou sisè.